# Christian II (roi de Danemark)
Christian II de Danemark, Norvège et Suède (en danois : Christian 2 af Danmark, Norge og Sverige, en norvégien : Christian II av Danmark, Norge og  Sverige), né le 1er juillet 1481 au château de Nyborg (union de Kalmar) et décédé le 25 janvier 1559 au château de Kalundborg (royaume de Danemark et de Norvège), est un roi de Danemark, de Norvège (1513 – 1523) et de Suède (1520 – 1521) sous l'union de Kalmar.
Fils du roi Jean Ier et de Christine de Saxe, il succède à son père comme roi de Danemark et de Norvège en 1513. En tant que roi, Christian tente de maintenir l'union de Kalmar entre les pays scandinaves qui l'amène à la guerre avec la Suède de 1518 à 1523. Bien qu'il prend le pays en 1520, le massacre ultérieur de la noblesse suédoise, des ecclésiastiques et d'autres, connu comme le bain de sang de Stockholm, a poussé les Suédois à se soulever contre lui. Il est déposé lors une rébellion menée par le noble et futur roi de Suède Gustav Vasa.
Il tente d'introduire une réforme radicale de l'État danois en 1521-1522, qui renforce les droits des roturiers aux dépens des nobles et du clergé. En conséquence, la noblesse danoise se soulève également contre lui en 1523, et il est déposé et exilé aux Pays-Bas. Son successeur est son oncle Frédéric Ier.
En 1531, le roi essaie en vain de reprendre ses royaumes et d'imposer son fils comme héritier du trône de Norvège. En 1532, il se rend à son rival le roi Frédéric Ier. Les 27 années suivantes, il vit en résidence forcée, d’abord au château de Sønderborg, puis au château de Kalundborg.

## Biographie

### Enfance et jeunesse
Christian naît le 1er juillet 1481 au château de Nyborg dans la ville de Nyborg sur l'île de Fionie au Danemark. Troisième fils du roi Jean Ier (Kong Hans) et de Christine de Saxe, il appartient à la maison princière d'Oldenbourg. Il est élu héritier du trône par le conseil danois en 1487 à la suite du décès de ses deux frères aînés. Il est également élu héritier du trône par le conseil norvégien en 1489 et par le conseil suédois en 1497. Christian participe à la conquête de la Suède par son père en 1497 et aux combats de 1501 lorsque la Suède se révolte.

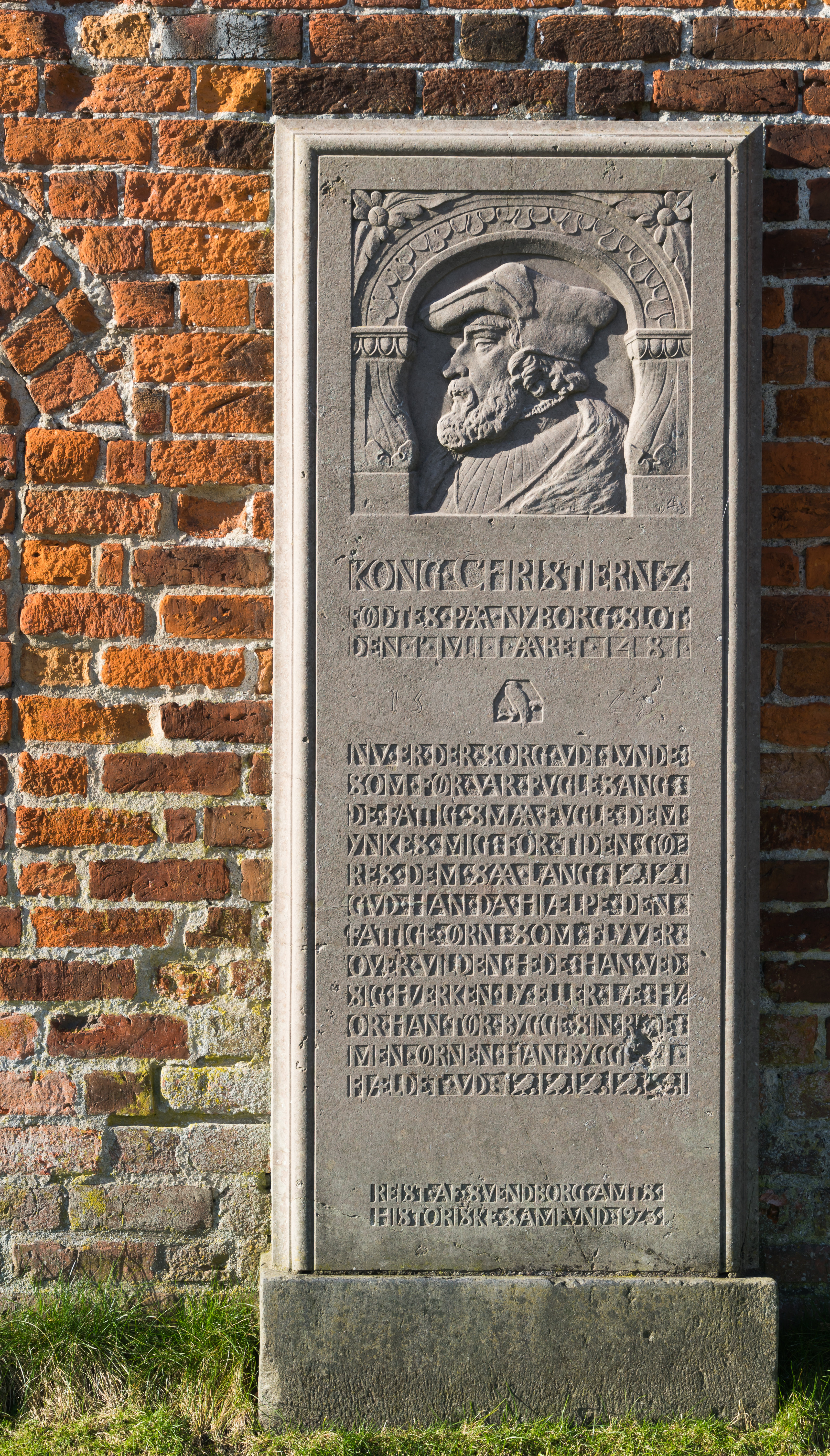
Stèle commémorative (1923) en hommage au roi Christian II apposée au château de Nyborg où il naquit en 1481.

Comme vice-roi de Norvège (1506 – 1512), il montre déjà une capacité singulière à gouverner, dans des circonstances particulièrement difficiles, grâce à de véritables qualités : patriotisme, vision, courage, stature d'homme d'État et énergie, malheureusement contrebalancées par de réels défauts : obstination, suspicion et morne rouerie, mêlées de cruauté vengeresse.
Une autre particularité, plus fatale pour lui qu'une autre dans cette époque aristocratique, est son penchant pour le peuple ordinaire qui s'accentue avec sa passion pour une belle fille hollandaise nommée Dyveke, sa maîtresse depuis 1507 ou 1509.

### Accession au trône
Il succède à son père comme roi de Danemark et de Norvège en 1513. Son accès au trône est confirmé au Herredag, ou assemblée des notables des trois royaumes nordiques, réuni à Copenhague en 1513. Les nobles et le clergé des trois royaumes s'inquiètent d'un souverain ayant déjà montré en Norvège qu'il n'a pas peur d'appliquer son autorité au plus haut point.
Les conseils privés du Danemark et de Norvège ou Rigsraad insistent dans le Haandfæstning (c’est-à-dire la charte extorquée du roi) pour que les couronnes des deux royaumes soient électives et non héréditaires, interdisent explicitement toute transgression de la charte par le roi et se réservent expressément le libre choix du successeur de Christian à sa mort. Mais les délégués suédois refusent d'accepter Christian comme roi.
« Nous avons, » dirent-ils, « le choix entre la paix chez nous et la dissension ici, ou la paix ici et la guerre civile à domicile, et nous préférons le premier. » Toute décision sur la succession suédoise est donc remise.

### Mariage

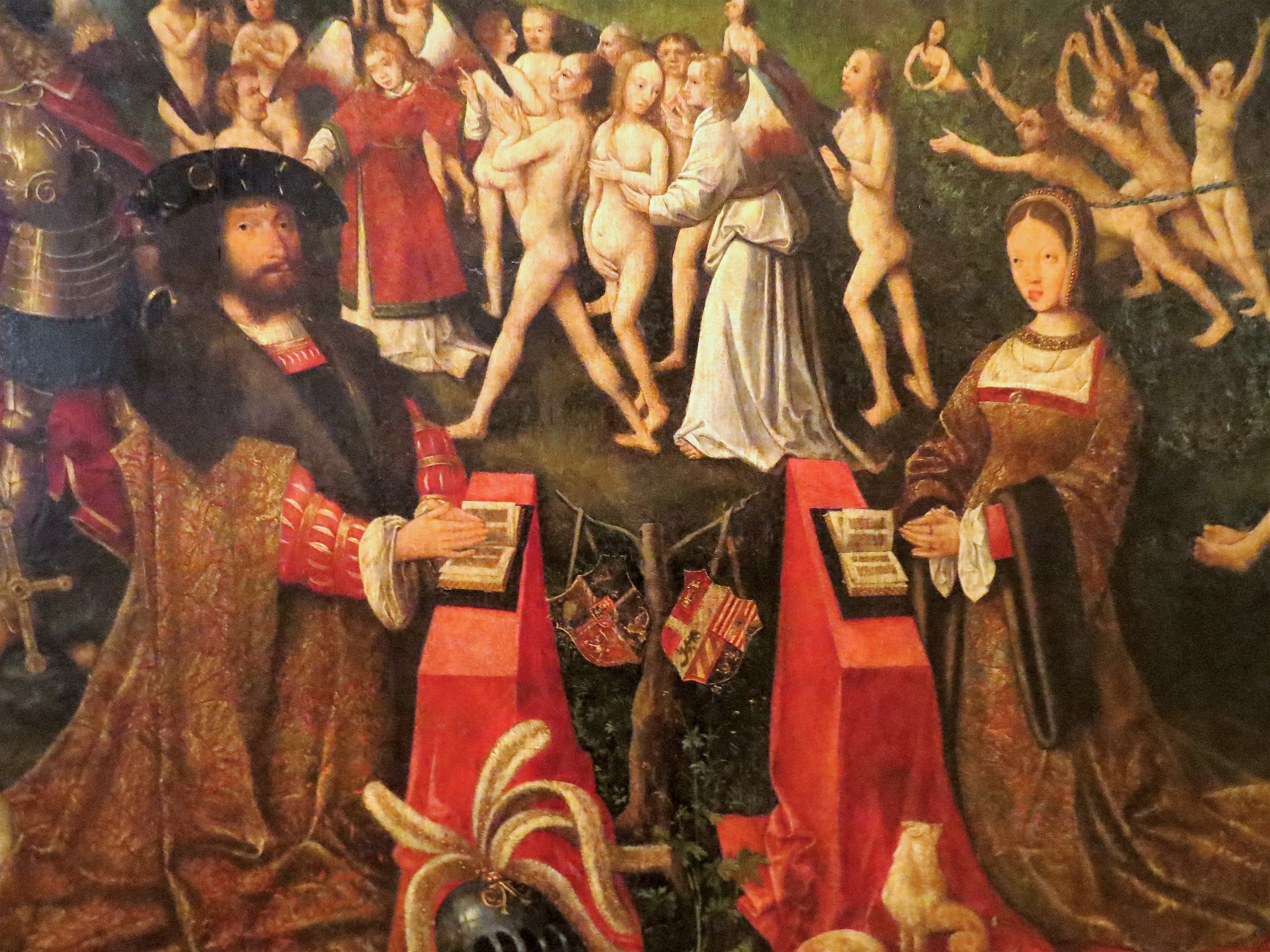
Christian et Isabelle sur un autel, dont le couple royal a fait don à l'Église Sainte-Marie à Elseneur, peut-être en 1515.

Le 12 août 1515, Christian épouse Isabelle d'Autriche, petite-fille de l’empereur Maximilien Ier et sœur du futur Charles Quint qui régnera sur la quasi-totalité de l'Europe continentale (hormis la France et la Scandinavie). Le couple aura six enfants mais seules deux filles survivront :
- Christian (1516) ;
- Jean (1518 – 1532) ;
- Maximilien (1519) ;
- Philippe (1519 – 1520) ;
- Dorothée (1520 – 1580) qui épousera en 1535 Frédéric II, électeur du Palatinat (1482 – 1556), sans postérité ;
- Christine (1521 – 1590) qui épousera en 1535 François II, duc de Milan (1495 – 1535), sans postérité ; puis en 1541 François Ier, duc de Lorraine et de Bar (1517 – 1545), d'où un fils (Charles, d'où la suite des ducs de Lorraine et de Bar) et deux filles.

Christian II ne renonce pas pour autant à sa liaison avec Dyveke. Seule la mort de cette dernière en 1517, dans des circonstances suspectes, évite de sérieuses complications avec le roi d’Espagne Charles Ier.

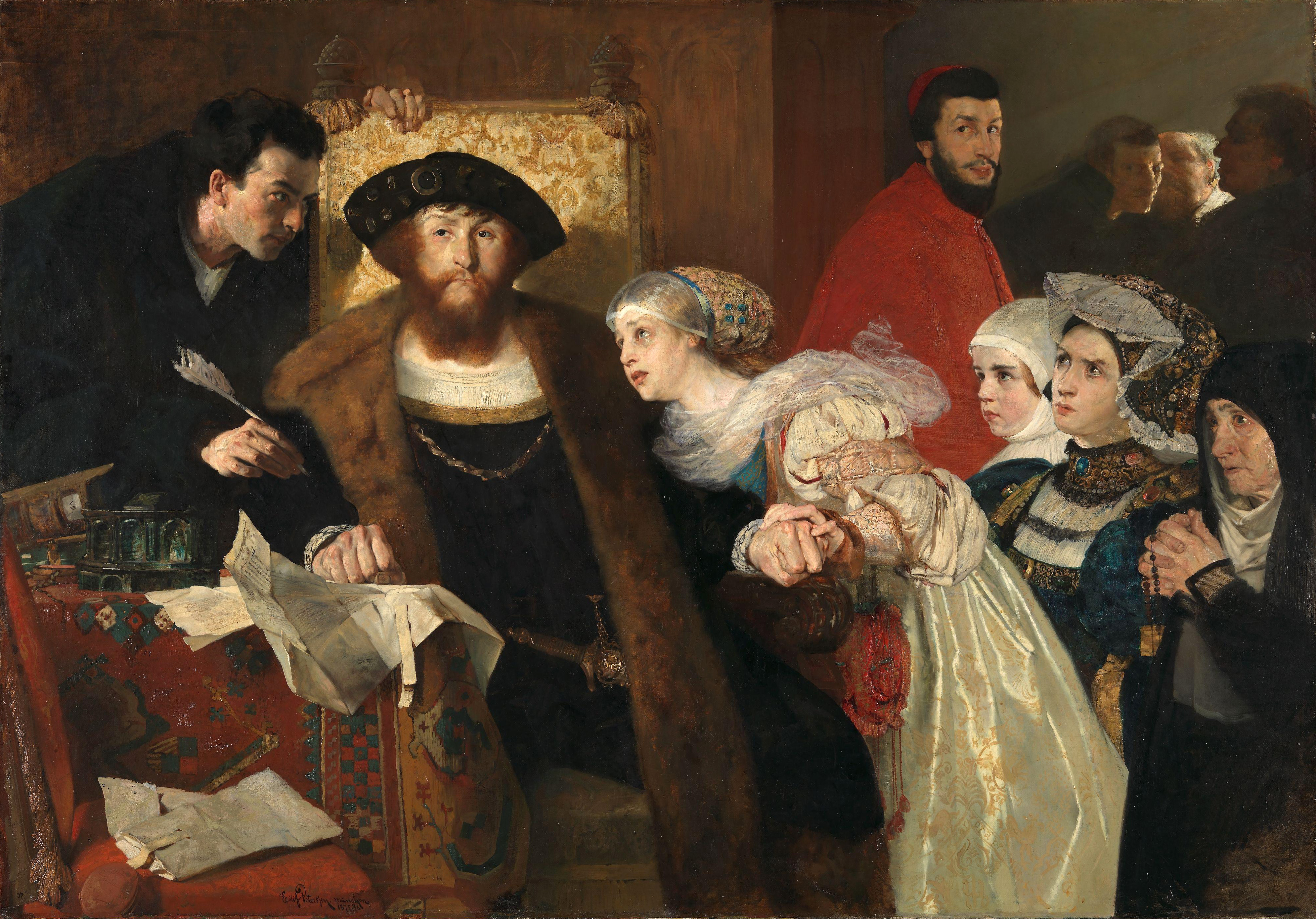
Christian II signant la condamnation à mort de Torben Oxe. Peinture historique par Eilif Peterssen, 1868.

Christian se venge lui-même en exécutant le riche Torben Oxe, très probable meurtrier de Dyveke, malgré le soutien apporté à Oxe par ses pairs. Le roi ne perd aucune occasion de réduire la noblesse et promouvoir les sujets ordinaires.

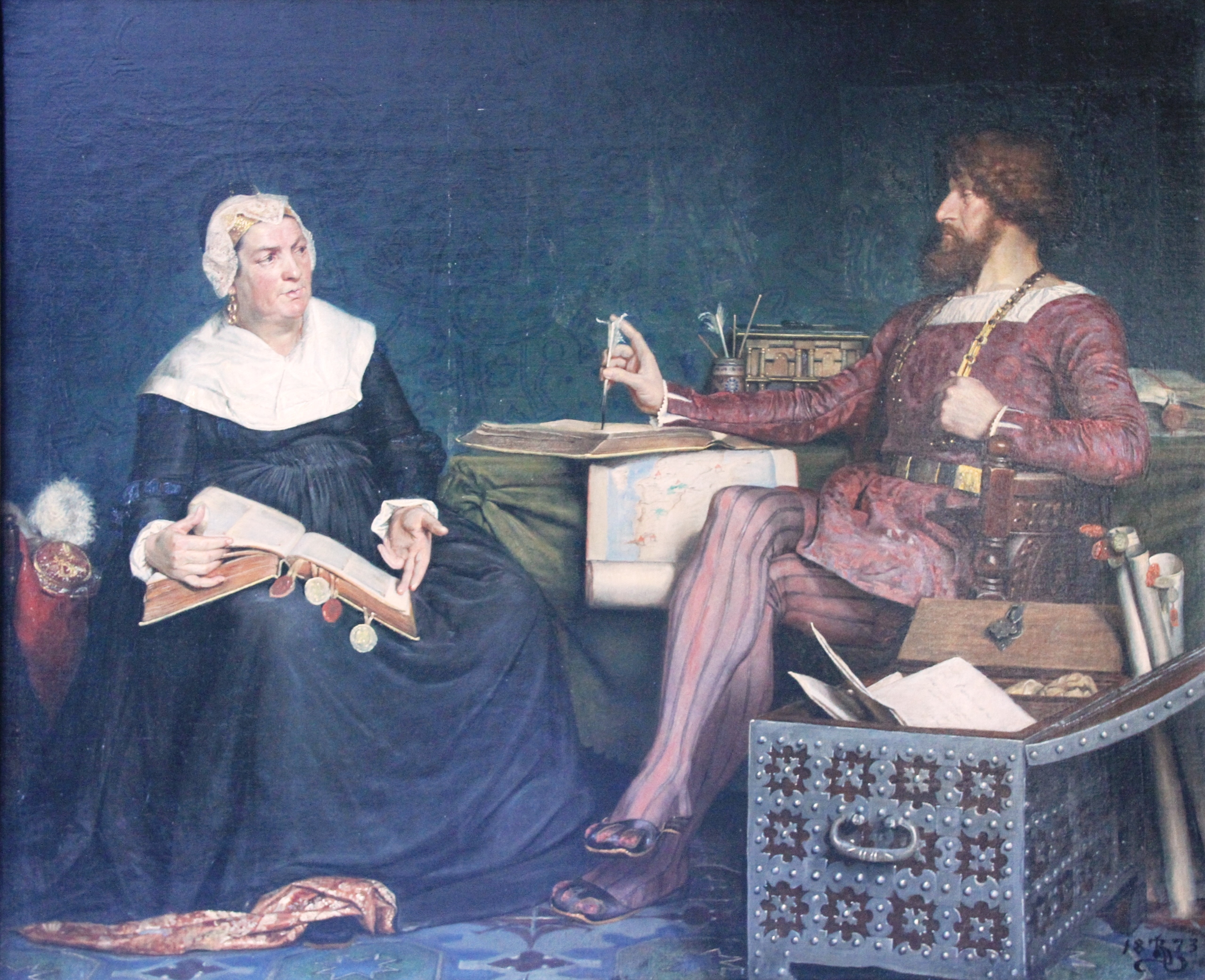
Sigbrit examinant les comptes douaniers avec Christian II. Peinture historique par Kristian Zahrtmann, 1873.

Son conseiller principal est la mère de Dyveke, Sigbrit Willoms, administratrice née et génie commercial de premier ordre. Christian la nomme d’abord contrôleuse du péage d’Öresund, et finalement ministre des finances. Son origine bourgeoise explique sa politique permanente pour développer l’influence de la classe moyenne, en concurrence avec le Rigsraad.
Les patriciens détestent évidemment cette concurrence, et attribuent toutes les mesures impopulaires à l’influence de « la sorcière danoise qui a envoûté le roi ».

### Reconquête de la Suède

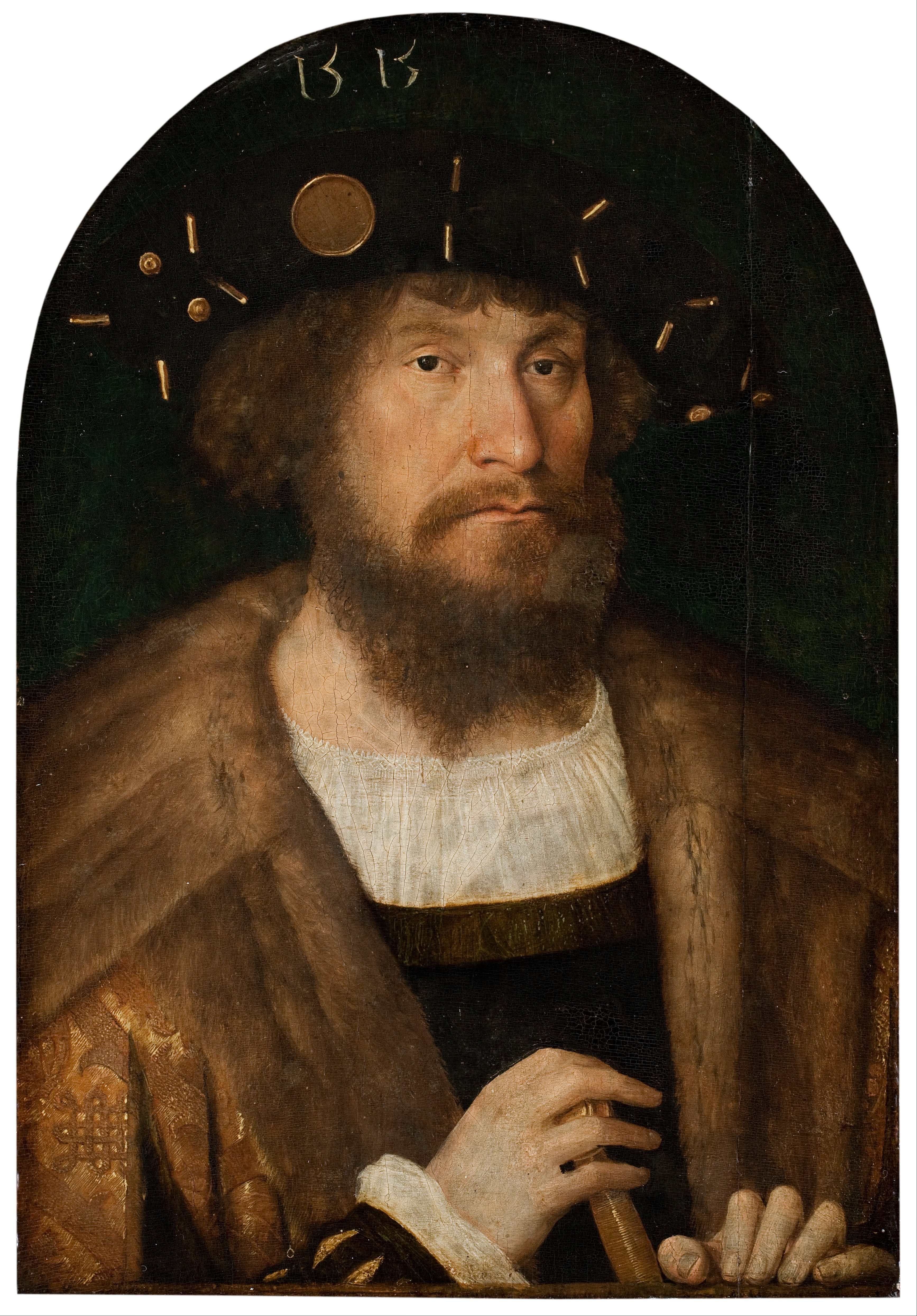
Portrait du roi Christian II par Michel Sittow, 1515.

Cependant, Christian prépare la guerre inévitable contre la Suède où le parti patriotique, mené par le vice-roi élu librement Sten Sture le Jeune, s’oppose au parti pro-danois de l’archevêque Gustave Trolle.
Christian, qui a déjà pris des mesures pour isoler la Suède politiquement, précipite les événements au soulagement de l’archevêque, assiégé dans sa forteresse de Stake, mais il est défait par Sture et ses levées de paysans à Vedila et forcé de retourner au Danemark. Une seconde tentative de maîtriser la Suède, en 1518, est également empêchée par la victoire de Sture à Brännkyrka. Le troisième essai, en 1520, avec une grande armée de mercenaires français, allemands et écossais, est un succès.
Sture est blessé mortellement à la bataille de Bogesund le 19 janvier et l’armée danoise, sans opposition, approche Uppsala où les membres du conseil privé de Suède ou Riksråd, sont déjà assemblés. Les conseillers consentent à rendre hommage à Christian, à la condition qu’il verse une indemnité complète pour le passé et garantisse de laisser la Suède se gouverner suivant les lois et coutumes suédoises. Une convention à cet effet est confirmée par les parties le 31 mars.
La veuve de Sture, Dame Christina Gyllenstierna, tient encore bien Stockholm, et la paysannerie du centre de la Suède, soulevée par son patriotisme, prend les armes et défait les envahisseurs danois, le 19 mars à Balundsås, battus difficilement à la bataille sanglante d’Uppsala le 6 avril 1520.
En mai de la même année, la flotte danoise arrive et Stockholm est investi par terre et mer ; mais Dame Gyllenstierna résiste vaillamment quatre mois de plus et prend soin, quand elle se rend le 7 septembre, d’obtenir une amnistie totale. Le 1er novembre, les représentants de la nation jurent loyauté à Christian comme monarque héréditaire de Suède bien que les lois prévoient que la transmission de la couronne se fasse par une élection.

### Le Bain de sang de Stockholm

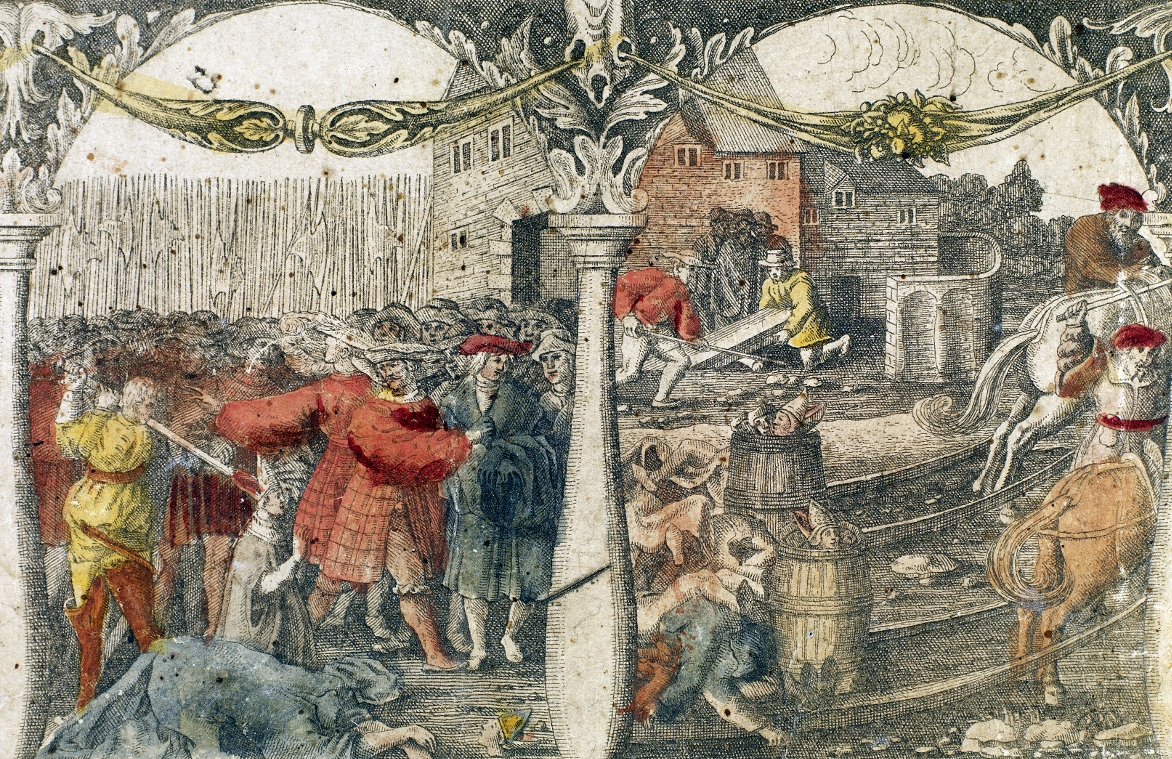
Le Bain de sang de Stockholm.

Le 4 novembre 1520, il est sacré par l’archevêque Gustave Trolle dans la cathédrale de Stockholm, et pour prendre le pouvoir, il fait le serment habituel, en principe réservé aux Suédois de naissance. Les trois jours suivants sont consacrés à des banquets, mais une fête d’un autre genre survient. Dans la soirée, Christian fait rassembler ses capitaines pour une conférence privée au palais. Le résultat est qu’une bande de soldats danois, avec des lanternes et des torches, surgit dans le grand hall et s’empare d’un bon nombre de personnes sélectionnées.
Ensuite, les autres invités sont placés dans des cachots. Toutes ces personnes ont été désignées par une liste de Gustave Trolle. Le lendemain un conseil, présidé par Trolle, prononce solennellement un jugement de mort contre ces prisonniers pour hérésie.
À minuit, cette nuit-là, les évêques patriotiques de Skara et Strängnäs sont emmenés dans le grand parc et décapités. Quatorze nobles, trois maires, quatre conseillers municipaux et vingt citoyens ordinaires sont noyés puis décapités. Les exécutions continuent le jour suivant. En tout, quatre-vingt-huit personnes sont tuées.
Christian se venge aussi sur les morts. Ainsi, la dépouille de Sten Sture est exhumée et brûlée, ainsi que celle de son jeune fils. Dame Christina et plusieurs femmes suédoises nobles sont déportées comme prisonnières au Danemark. En Suède, Christian est désormais qualifié de tyran.
Christian fait taire ses opposants politiques sous le prétexte de défendre un système ecclésiastique qu’en fait il déteste. Même quand il devient nécessaire de faire des excuses pour son crime, il fait preuve de la même duplicité. Dans une proclamation au peuple suédois, il présente le massacre comme une mesure nécessaire pour éviter une interdiction papale.

### Tentatives de réformes

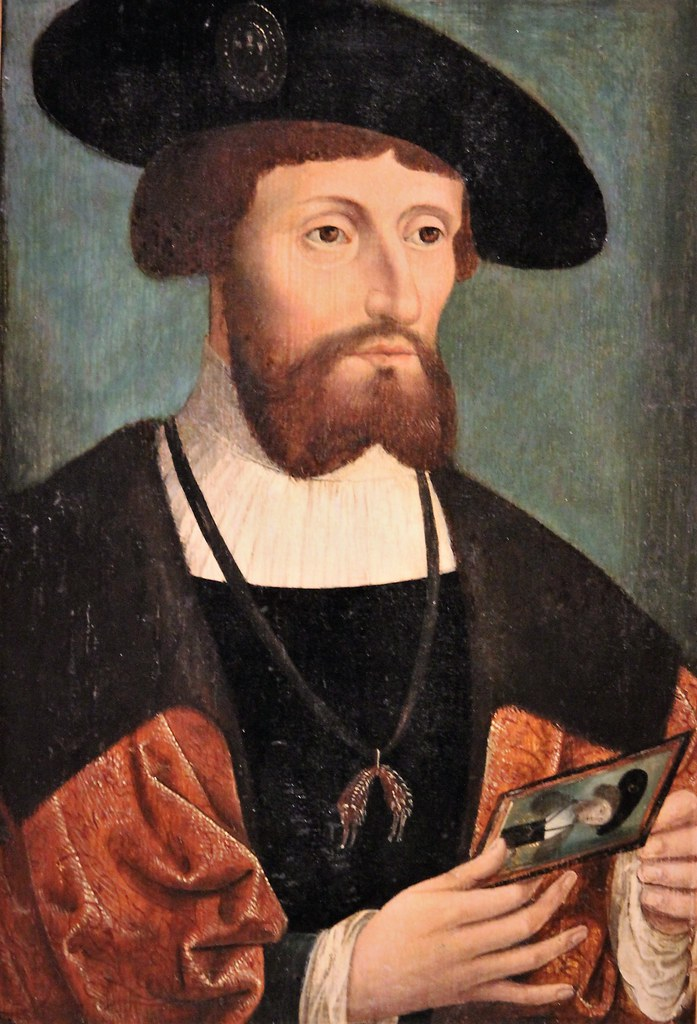
Portrait du roi Christian II par Pieter van Coninxloo, 1521.

Le cerveau bouillonnant de grands projets, Christian revient dans son royaume natal, soucieux du « bien-être » de ses possessions. Aussi inhumain qu'il soit lorsqu'il est en colère, il est tout autant un humaniste que ses contemporains les plus éclairés ; mais il agit à sa manière et se méfie profondément des nobles danois avec lesquels il partage ses pouvoirs. Il cherche alors un appui parmi les riches et la classe moyenne des Flandres.
En juin 1521, il fait une visite soudaine aux Pays-Bas et y demeure quelques mois. Il visite la plupart des grandes villes, prend à son service plusieurs artisans flamands et fait la connaissance personnelle de Quentin Matsys et Albrecht Dürer qui fait son portrait. Christian discute aussi avec Érasme de la réforme avec son expression habituelle : « Les mesures faibles sont sans utilité ; les remèdes qui donnent au corps une bonne secousse sont les meilleures et les plus efficaces. »
En août, moins d'un an après son accession au trône de Suède, Christian est évincé par le chef des rebelles suédois, Gustav Vasa, qui devient régent et sera élu roi de Suède en juin 1523 : l'union de Kalmar avait vécu.
Lors de son retour au Danemark le 5 septembre 1521, le roi Christian semble plus que jamais au sommet de sa puissance. Confiant dans sa force, il commence brutalement par les plus audacieuses réformes. Bientôt, il édicte le grand Landelove, ou code des lois, basé pour la plus grande part sur les modèles hollandais et témoignant des visées égalitaristes du roi. L’éducation est généralisée et le haut clergé perd de son influence politique. Des peines sévères sont prévues contre les naufrageurs et ceux qui mettent les paysans en esclavage. Les corporations sont maintenues mais les règles d’admission sont assouplies. Les accords commerciaux favorisant les riches bourgeois au détriment des vendeurs plus petits sont interdits.
Malheureusement, ces réformes supposent l’action d’un monarque de droit divin et non d’un souverain élu. Certaines sont même en contravention directe avec la charte, et le vieil esprit scandinave d’indépendance est profondément blessé par la préférence donnée aux Hollandais.

### Chute

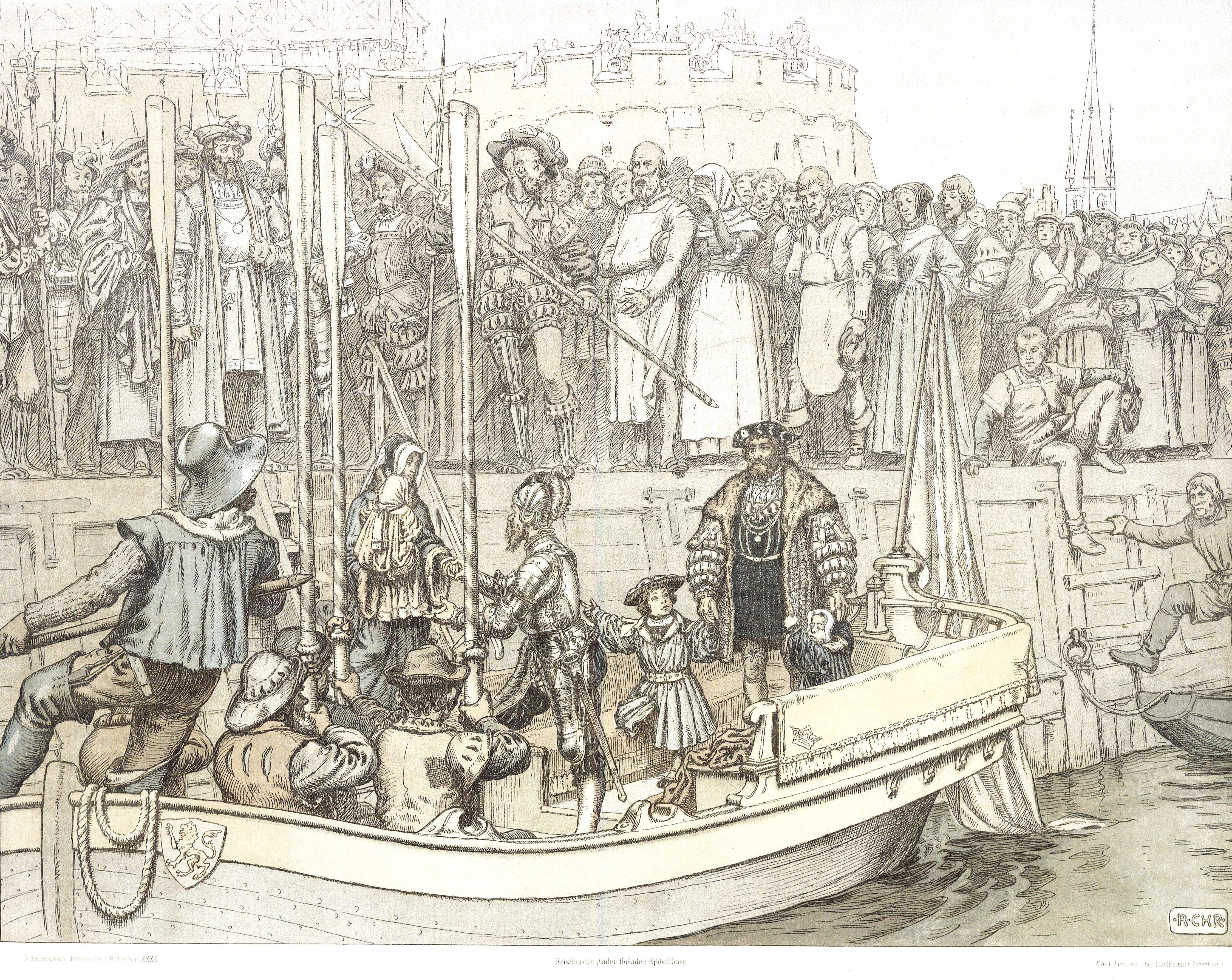
Christian II quittant Copenhague en 1523. Dessin par Rasmus Christiansen.

La Suède est désormais en révolte ouverte. La Norvège et le Danemark sont lourdement taxés afin de recruter une armée pour mater le royaume frère. Des complications avec l’étranger s’ajoutent à ces troubles. Dans le but de libérer le commerce danois de la dépendance envers la Ligue hanséatique, et de faire de Copenhague le grand marché du Nord, Christian augmente arbitrairement les péages du détroit et saisit plusieurs vaisseaux hollandais qu’il soupçonne de ne pas payer la taxe.
Aussi ses relations avec les Pays-Bas sont ternies, et Lübeck et ses alliés sont ouvertement en guerre. Finalement, le Jutland se soulève et, le 20 janvier 1523, offre le trône danois à son oncle Frédéric. Christian se sent incapable de surmonter tous ces problèmes et prend la mer pour chercher de l’aide à l’étranger. Le 1er mai 1523, il débarque à Veere en Zélande où il est accueilli par l'archiduchesse Marguerite d'Autriche, tante de la reine et régente des Pays-Bas pour son neveu Charles Quint.
La reine meurt en 1526 à l'âge de 24 ans.

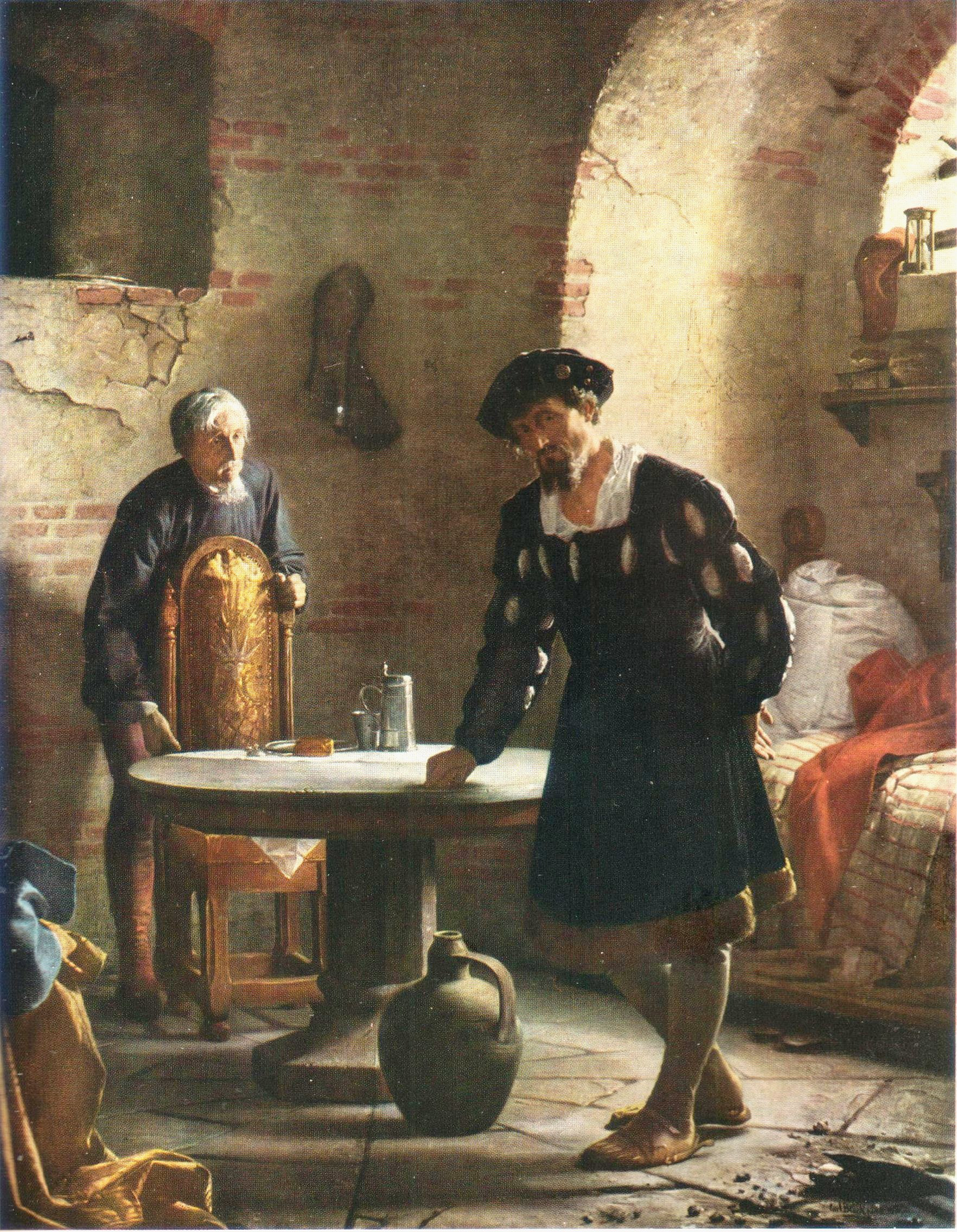
Christian II emprisonné au château de Sønderborg. Peinture historique par Carl Bloch, 1871.

Cinq années plus tard, soit le 24 octobre 1531, le roi essaie de reprendre ses royaumes et d'imposer son fils comme héritier du trône de Norvège, mais une tempête disperse sa flotte au large de la côte norvégienne. Le 1er juillet 1532, par la convention d’Oslo, il se rend à son rival le roi Frédéric. Son fils, appelé à la cour de son oncle l'empereur Charles Quint, meurt peu après à l'âge de 14 ans.
Les vingt-sept années suivantes, il vit en résidence forcée, d’abord dans la tour bleue à Copenhague, puis au château de Sønderborg.